# رجل العنزة البستانية
رجل العنزة البستانية (الاسم العلمي: Aegopodium podagraria) هو نوع من النباتات يتبع جنس رجل العنزة من الفصيلة الخيمية.